# Martin de Redin

Großmeisterwappen von Martin de Redin

Martin de Redin y Cruzat (* 1590; † 6. Februar 1660) war vom 17. August 1657 bis zu seinem Tod der 58. Großmeister des Malteserordens.
Er stammte aus einer spanischen Adelsfamilie und gehörte vor seiner Wahl zum Großmeister der aragonesischen Zunge des Ordens an.
Obwohl er nach einer Regierungszeit von nur zweieinhalb Jahren starb, wurden unter seiner Ägide längs der maltesischen Küste dreizehn Wachtürme, die sogenannten De Redin Towers errichtet. Bereits sein Vorgänger im Amt des Großmeisters Jean de Lascaris-Castellar (reg. 1636–1657) hatte mit dem Bau solcher Türme begonnen.
Redin begründete ein reguläres stehendes Heer mit einer Mann-Stärke von 4.000 Musketieren.
Durch Redins gute Beziehungen zu Sizilien konnte Malta von dort Lebensmittel einführen und dadurch das zu dieser Zeit karge Leben der Bevölkerung verbessern.